# Mongolski jezici
Mongolski jezici, skupina od  (14 jezika) jezika kojima govore Mongoli i njima srodni narodi na područjima Mongolije, Kine i Rusije. Grana se na dvije grane, istočnu s 13 jezika, i zapadnu s tek jednim jezikom.
A. istočni (13), Mongolija, Kina:   
a. Dagur (1) Kina: daurski jezik,
b. mongour (5) Kina: bonan, dongxiang, istočni jugur, kangjia, tu.
c. ojrat-halha (7):
c1. halha burjatski (5):
a. burjatski (3) Mongolija, Rusija, Kina: burjatski jezik (3 jezika: bargu u Kini; ruski burjatski u Rusiji, mongolski burjatski ili bur:aad u Mongoliji),
b. mongolski (2) Mongolija, Kina: halha mongolski, monggol (menggu jezik).
c2. ojrat-halha-darhat (2): darhat, kalmik-ojrat.
B. zapadni (1). Afganistan: mogholi.

## Vanjske poveznice
- Ethnologue (14th)
- Ethnologue (15th)